# Poljšica pri Podnartu
Poljšica pri Podnartu je naselje u slovenskoj Općini Radovljici. Poljšica pri Podnartu se nalazi u pokrajini Gorenjskoj i statističkoj regiji Gorenjskoj. 

## Stanovništvo
Prema popisu stanovništva iz 2002. godine naselje je imalo 101 stanovnika.